# Ophiomyia bivibrissa
Ophiomyia bivibrissa är en tvåvingeart som beskrevs av Gu, X 1991. Ophiomyia bivibrissa ingår i släktet Ophiomyia och familjen minerarflugor. Inga underarter finns listade i Catalogue of Life.